# 23048 Davidnelson
23048 Davidnelson è un asteroide della fascia principale. Scoperto nel 1999, presenta un'orbita caratterizzata da un semiasse maggiore pari a 2,6845181 UA e da un'eccentricità di 0,1103367, inclinata di 4,76509° rispetto all'eclittica.